# 臺灣鉤粉蝶
臺灣鉤粉蝶（学名：Gonepteryx taiwana），又名小紅點粉蝶、臺灣小山黃蝶、鋸緣紅點粉蝶、臺灣鼠李粉蝶、尖鉤粉蝶，为粉蝶科鉤粉蝶屬下的一个种。又有學者認為是淡色鉤粉蝶（G. mahaguru）下的一個亞種。

## 描述
本種為中小型粉蝶。雄蝶頭部具毛、褐色，觸角為黑褐與粉紅鱗片相間，口器黑褐，下唇鬚黃色。胸背披白毛，腹面黃，腹部與足覆黃鱗。
前翅長30-32 mm，翅頂突出，前緣彎曲，外緣與後緣近直，後翅外緣波狀或鋸齒狀。翅背面底色淺黃，前翅基部深黃，中室末端具橙或橙紅斑點。翅腹面為黃綠或略帶綠色的白色，前翅後側白色，翅脈散布白鱗，前後翅中室外端有紅褐斑，後翅另具淡色斜線紋。
雌蝶翅紋與雄蝶相似，背面底色多為略帶綠色的白色，腹面顏色與背面一致。

## 分佈
此為臺灣特有種，分布於臺灣中高海拔地區及本島低地至中海拔山地；在大陸南半部亦有分布。

## 棲地
棲息於闊葉林，一年一代。成蝶活躍於溪邊及森林邊緣，飛行敏捷，喜愛訪花；幼蟲以鼠李科的中原氏鼠李、小葉鼠李等為食。成蟲越冬休眠。

## 腳註
1. ↑  徐堉峰. . 台灣: 晨星出版有限公司. 2013年2月10日: 370-371. ISBN 9789861776705 （中文（繁體））.
2. ↑  D'Abrera, 1982, 1985, 1986 Butterflies of the Oriental Region, Part I-III, 167
3. ↑  Chou Io (Ed.) Monographia Rhopalocerum Sinensium, 1-2, 227
4. 1 2 3  徐堉峰, 黃嘉龍, 梁家源. . 農業部林業及自然保育署. ISBN 9789860551563.

## 扩展阅读
- 維基物種上的相關：臺灣鉤粉蝶